# Дем'янюк Віталій Володимирович
Віталій Володимирович Дем'янюк (нар. 26 грудня 1971, Львів) — український інженер, підприємець, громадський діяч, меценат.

## Життєпис
Народився у Львові у родині інженерів та науковців. Багато часу у дитячі роки до навчання у середній школі провів на батьківщині своїх батьків у Рівненській області України.

### Освіта
- 1979—1989 — Львівська СШ № 80, яку закінчив із відзнакою.
- Закінчив факультет теоретичної та експериментальної фізики Московського інженерно-фізичного інституту та юридичний факультет МДУ.
- Отримав ступінь магістра управління суспільним розвитком в Національній академії державного управління при Президентові України. Отримав ступіть магістра з управління нафтогазовою галуззю у Женевському інституті міжнародних відносин та розвитку
- Володіє п'ятьма мовами: українська — українська, англійська, російська, французька та польська[1].

### Кар'єра
- 1995—1996 — юрисконсульт департаменту по роботі на фондовому ринку комерційного банку.
- 1996—1997 — виконавчий директор фармацевтичної компанії.
- 1997—1998 — після стажування у Chase Manhattan Bank (Нью-Йорк), працював фахівцем з розробки та затвердження нових інвестиційних продуктів департаменту по роботі на нових ринках банку J.P.Morgan (Лондон).
- 1998—2006 — працював заступником генерального директора вугільного об'єднання «Красноярская угольная компания», обіймав посаду члена ради директорів енергогенеруючої компанії «Новосибирскэнерго», а також заступника генерального директора групи компаній RU-COM (енергетичний та машинобудівний холдинг)."

- Березень 2006 — серпень 2006 — радник Міністра будівництва, архітектури та житлово-комунального господарства України.
- Вересень 2006 — червень 2010 — Генеральний директор компанії «ГАЗЕКС-Україна» — група регіональних газорозподільних компаній («Харківгаз», «Харківміськгаз», «Донецькміськгаз», «Дніпрогаз», «Криворіжгаз»)[2].
- Липень 2010 — жовтень 2011 — заступник голови Державного агентства України з управління національними проектами та заступник голови Державного агентства з інвестицій та управління національними проектами України.
- Жовтень 2011 — січень 2013 — партнер-радник в енергетичному секторі Conlan&Associates, голова координаційної ради Національного проекту «LNG-Terminal» (на громадських засадах).
- Лютий 2013 — лютий 2014 — директор програм з енергетичної диверсифікації та енергоефективності Міжнародної громадської організації «Міжнародний центр перспективних досліджень»[3].
- У березні 2014 р. Віталій Дем'янюк стає головою наглядової ради компанії «НТ-Інжинірінг [Архівовано 15 лютого 2018 у Wayback Machine.]», концентруючись на підприємницькій і громадській діяльності. Основними напрямками підприємницької діяльності є промисловий та енергетичний інжинірінг, альтернативна енергетика, поводження з радіоактивними відходами, ядерна та радіаційна безпека.
- У серпні 2014 р. Віталій Дем'янюк бере участь і перемагає у відкритому конкурсі, який проводив Кабінет Міністрів України на заміщення посади заступника Міністра екології та природних ресурсів України з питань європейської інтеграції. Призначення не відбувається у зв'язку зі зміною Кабінету Міністрів України після парламентських виборів у жовтні 2014 року. У зв'язку з перемогою в конкурсі стосовно Віталія Дем'янюка проводилася спеціальна перевірка, за результатами якої фактів, що перешкоджали зайняттю ним посади, пов'язаної з виконанням функцій держави, станом на 20 жовтня 2014 року не виявлено. Цей факт засвідчено офіційним листом Міністра Кабінету Міністрів України від 23 січня 2015 року.

### Політична діяльність
2014 — кандидат у народні депутати України на виборах 26 жовтня 2014 року за виборчим округом № 154 (Демидівський, Дубнівський, Здолбунівський, Млинівський та Радивилівський райони Рівненської області України) від партії Свобода. Отримав 10,47 % голосів виборців та посів 3 місце з 17 кандидатів.

### Громадська діяльність
У січні 2015 року Віталій Дем'янюк став ініціатором створення аналітичної групи (think-tank), основною метою якої стало напрацювання якісних пропозицій щодо розвитку Чорнобильської зони відчуження. Ця робота переросла у створення неурядової некомерційної організації «Чорнобильський Інститут Досліджень і Розвитку [Архівовано 15 лютого 2018 у Wayback Machine.]». З березня 2016 року Віталій Дем'янюк є членом наглядової ради «Чорнобильського Інституту Досліджень і Розвитку».
Був ініціаторів програми ребрендингу Чорнобильської зони відчуження «Чорнобиль — територія змін». Він є прихильником комплексної реабілітації та розвитку Чорнобильської зони відчуження, створення можливостей для її промислового розвитку, розширення наукових та технологічних досліджень в межах зони відчуження, розвитку альтернативної енергетики, а також формування біосферного заповідника на частині її територій. Займається питаннями ядерної та радіаційної безпеки.
У 2017 році Віталій Дем'янюк очолював громадську раду при Державному агентстві України з управління зоною відчуження.

### Культурно-історичні проекти
- з 2008 — меценат фестивалю середньовічної української культури «Ту Стань!»
- 2007 — підтримав перше видання книги Володимира В'ятровича, Руслана Забілого, Ігоря Дерев'янського та Петра Содоля «УПА. Історія нескорених».
- 2008 — підтримав друк факсимільного видання Пересопницького Євангелія, що було видано видавничим домом «АДЕФ-Україна».